# Brigid

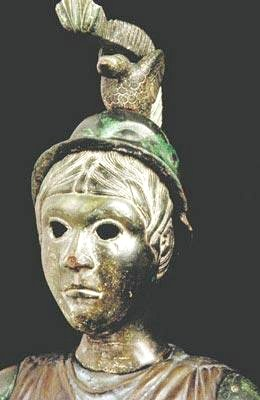
Socha bohyně Brigid

Brigid „Vznešená, Výšinná“ je irská bohyně kovářství, plodnosti, dobytka, úrody, věštění a básnictví. Náleží do božského rodu Tuatha Dé Danann, jež byl v křesťanské Knize o dobytí Irska euhemerizován a označen jako jeden lidů které postupně osídlili Irsko, Brigid tak v písemných pramenech vystupuje jako smrtelnice. Jako bohyně byla ochránkyní Leinsteru – východního Irska a centrem jejího kultu bylo Kildare, její kamenná hlava byla údajně uctívána na kopci Corlecku v hrabství Cavan na severu Irska. Protějškem Brigidy je britská bohyně Brigantia a její méně známé keltské jmenovkyně jako východogalská Brigindo. Odpovídá nejspíše také galské „Minervě“ zmiňované Římany, v Británii ztototožněné se Sulis. Křesťanská svatá Brigita pravděpodobně není historickou postavou, ale transpozicí této bohyně.
Podle Cormacova glosáře z počátku 10. století má Brigid dvě sestry stejného jména menšího významu, o nichž nemáme bližší informace. Podle Encyclopædie Britanniky však byla jedna ze sester spojena s léčením a druhá s kovářstvím. Otcem Brigidy je nejvyšší irský bůh Dagda, její další vztahy jsou však nejasnější. Měla mít řadu milenců, včetně ničemného krále Brese, ale také je označována za manželku Senchána Torpéisty, údajného autora eposu Uloupení býka z Cúanilnge, který měl žít na přelomu 6. a 7. století. Podle jiných zdrojů s Dianem Céchtem zplodila Tuireanna, známého z Tragického příběhu dětí Tuireannových.
Vztah ke svaté Brigitě z Kildare zůstává nejasný. Nejstarší písemné prameny o Brigitě pochází až ze 7. století, tedy z doby více než sto let po její smrti. Podle Proinsiase Mac Cana, specialisty na staré Irsko, je svatá Brigida pouhou transformací starší bohyně, o prostém pokřešťanštění bohyně hovoří také americký mytolog Jaan Puhvel. Podle jiných hypotéz světice skutečně existovala a úmyslně modelovala svůj život podle bohyně. Svátek Imbolc 1. února, původně zasvěcený Brigid, se v podobném duchu stal svátkem světice jako Lá Fhéile Bríde „Brigitin den“. Svatá Brigita byla podle legendy narozena za úsvitu na prahu přičemž její matka měla jednu nohu uvnitř domu a druhou vně, pila pouze mléko z bílé krávy s rudýma ušima a při svém výstupu na nebesa dům ve kterém přebývala vzplál. Podle britského klasika Martina L. Westa taková symbolika napovídá že Brigid patřila mezi bohyně úsvitu, čemuž odpovídá i že její jméno, prakeltsky *Brigantī, praindoevropsky *bhrghntih „vznešená, výšinná, vyvýšená“ odpovídá přízvisku Brhatí védské bohyně úsvitu Ušas. Podle Puhvela Brigid náleží mezi transfunkcionální bohyně.